# Acid carminic
Acid Carminic (C22H 20O13) là một hydroxyanthrapurin glucosidal đỏ xuất hiện tự nhiên ở một số côn trùng quy mô, chẳng hạn như cochineal, cochineal Armenia và cochineal Ba Lan. Các côn trùng sản xuất acid như một yếu tố ngăn chặn động vật ăn thịt. Một muối nhôm của acid carminic là chất tạo màu trong carmine. Từ đồng nghĩa là C.I. 75470 và CI Natural Red 4.
Cấu trúc hóa học của acid carminic bao gồm cấu trúc anthraquinone cốt lõi liên kết với một đơn vị đường glucose. Acid Carminic lần đầu tiên được tổng hợp trong phòng thí nghiệm bởi các nhà hóa học hữu cơ vào năm 1991.
Trước đây người ta đã nghĩ rằng nó có chứa dư lượng α- D -glucopyranosyl,  mà sau đó được xác định lại là đồng phân β- D -glucopyranosyl.